# Угринів (зупинний пункт)
Угри́нів — пасажирський залізничний зупинний пункт Івано-Франківської дирекції Львівської залізниці.
Розташований за північною околицею Івано-Франківська, фактично в Тисменицькому районі, Івано-Франківської області між селами Угринів та Клузів одночасно на двох лініях Ходорів — Хриплин та Стрий — Івано-Франківськ між станціями Івано-Франківськ (3 км), Ямниця (3 км) та Ценжів (13 км).
Станом на лютий 2019 року щодня сім пар дизель-потягів прямують за напрямком Стрий/Львів — Івано-Франківськ.